# 4950 House
A 4950 House (ideiglenes jelöléssel 1988 XO1) a Naprendszer kisbolygóövében található aszteroida. Eleanor F. Helin fedezte fel 1988. december 7-én.